# Gesta (Freguesia de Oiã)
Gesta ou Giesta é um lugar da freguesia portuguesa de Oiã, município de Oliveira do Bairro

## Património
- Capela da Gesta - capela do século XVII construída em pedra vermelha de Eirol.[3]. Esta capela possui diversas imagens consideradas valiosas como a imagem do Espírito Santo em madeira, a imagem de santo António em pedra, a imagem de Nossa Senhora do Rosário com o Menino em pedra e a imagem de S. Sebastião.[2]

## Associações
- AGEST - Associação de Promoção Social Cultural e Desportiva da Gesta[4]
- DECERTIMA - Associação de Desenvolvimento da Giesta[5]

## Personalidades
- António de Cértima (1894-1983)[6]

## Festas e romarias
- Santo António - primeiro Domingo de Agosto.[7]

## Parques de lazer
- Parque do Ribeirinho - na margem do Rio Cértima[8]